# Střední odborné učiliště

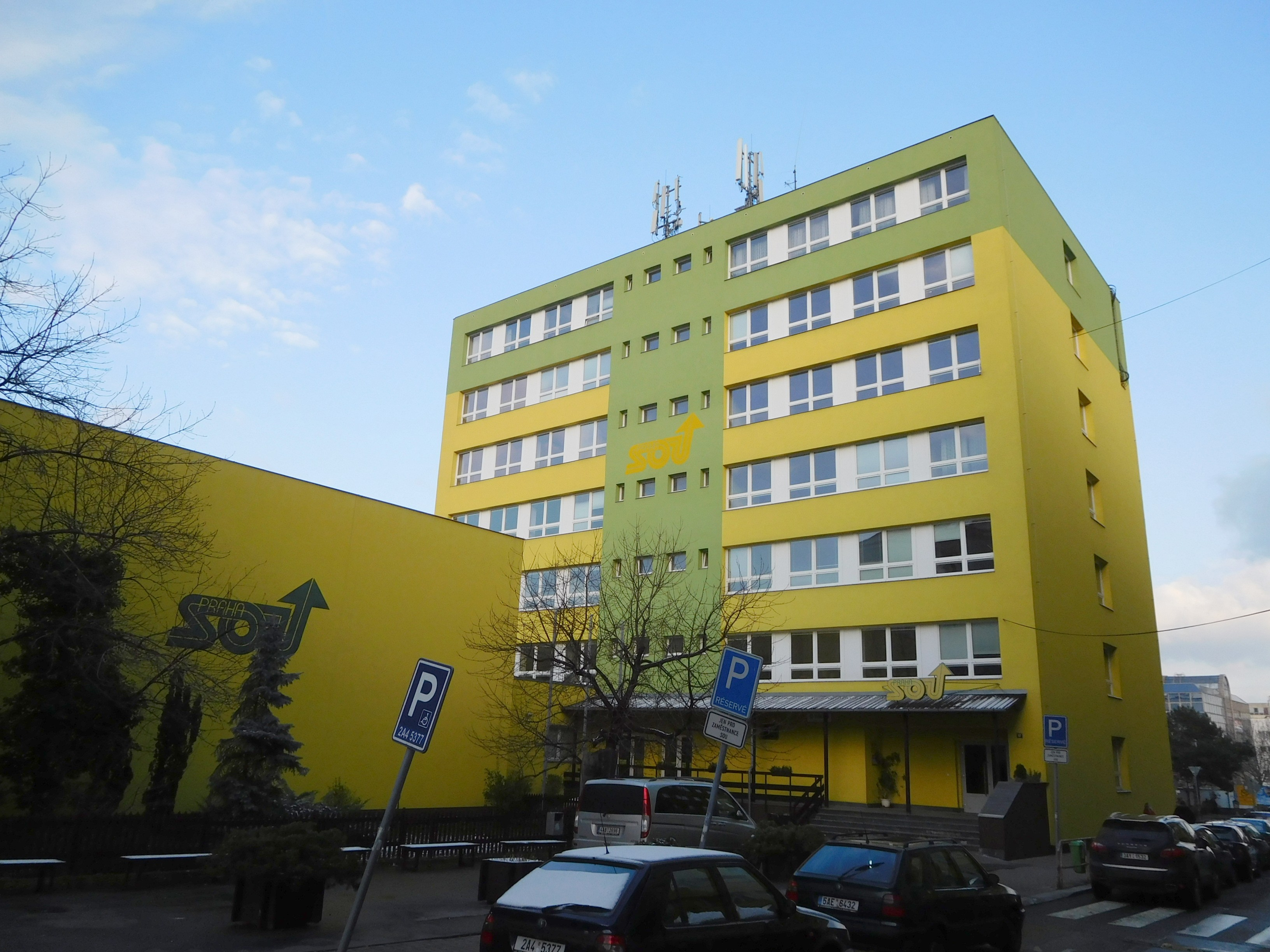
SOU Ohradní, Praha-Michle

Střední odborné učiliště  (SOU), hovorově učňák je druhem střední školy v Česku. Poskytuje především střední vzdělání zakončené závěrečnou zkouškou. Délka studia činí zpravidla dva až tři roky. Absolventi získávají vyučení, resp. výuční list, (3 v ISCED) a jsou kvalifikováni především pro výkon řemeslných a podobných povolání (též i dělnických). Kromě přechodu do praxe umožňuje však český vzdělávací systém též i pokračování ve dvouletém nástavbovém studiu zakončeném maturitní zkouškou pro studenty, kteří ukončili tříletý obor. V menší míře se také vyskytují čtyřleté obory vzdělání poskytující úplné střední odborné vzdělání, které jsou opět zakončeny maturitou. (Maturitní zkouška pak umožňuje případně i další studium ve kterékoli oblasti vzdělávání na vysoké škole, či event. je též možné studovat na vyšší odborné škole.) Jednou z podmínek přijetí na odborné učiliště je zakončená povinná školní docházka.

## Struktura a organizace
Střední školy se v praxi dělí na gymnázia, střední odborné školy a střední odborné učiliště. Toto rozdělení však od roku 2004 s novým školským zákonem není garantováno samotným zákonem a školy jej mohou či nemusí užívat ve svých názvech.
Studium je ukončeno závěrečnou zkouškou s výučním listem. V případě náročnější oborů se výjimečně může jednat i o čtyři roky (v tom případě je studium na škole zakončeno také maturitní zkouškou). 
Podle Školského zákona může škola při vytváření předpokladů pro výkon povolání nebo pracovní činnosti školy vyvinou úsilí spolupracovat se zaměstnavateli, je-li to s ohledem na obor vzdělání vhodné a možné. Obvykle se pak jedná o spolupráci ve formě takzvaných praxí.
K přijetí ke studiu na střední odborné učiliště (a střední školu obecně) je třeba úspěšně absolvovat základní vzdělání. Následně musí uchazeč úspěšně složit přijímací zkoušku, která se skládá z písemných testů z matematiky a českého jazyka, přičemž škola může tyto dva testy doplnit o školní přijímací zkoušku. Přijati jsou ti uchazeči, kteří zaprvé úspěšně složili přijímací zkoušku a ti, kteří se umístili na prvních příčkách podle počtu získaných bodů (zde hraje důležitou roli počet míst na dané škole/oboru).
V současné době dochází v důsledku poklesu počtu žáků ke slučování škol a ke stírání hranice mezi SOŠ a SOU. Nově vzniklé školy poskytují paralelně odborné vzdělávání v různých oborech vzdělání a typech vzdělávacích programů.

## Nejpopulárnější obory na odborném učilišti
Nejvíce žáků studuje obor strojírenství a strojírenská výroba 22%, poté následuje obor gastronomie, hotelnictví a turismus 17%.
Některé z vybraných oborů:
- strojně montážní práce-montérské práce
- strojně montážní práce - auto-montážní práce
- elektrotechnické a strojně montážní práce
- cukrářské práce
- mlékařské práce
- zahradnické práce
- kuchařské práce
- sklářské práce
- keramické práce
- šicí práce
- truhlářské práce
- malířské práce

## Možnost nástavbového studia
SOU organizují nástavbové studium pro absolventy tříletých učebních oborů s výučním listem ukončené maturitní zkouškou a zkrácené studium pro uchazeče, kteří již získali střední vzdělání s maturitní zkouškou nebo výučním listem v jiném oboru vzdělávání. Získání vzdělání s maturitní zkouškou umožňuje absolventům SOU studovat na vysokých a vyšších odborných školách.

## Praxe a spolupráce s průmyslem a uplatnění absolventů
Praktická výuka je klíčovou a neodmyslitelnou součástí vzdělávacího programu středních odborných učilišť. Školy často spolupracují s místními podniky, zařízeními, službami a mnoho dalších. Zde mohou učni vykonávat své praxe. Některé školy mají přímo i své dílny, kde pod dohledem mistra zdokonalují své řemeslo a učí se novým praktickým věcem. Studenti se mohou účastnit různých projektů a soutěží, které jsou organizovány průmyslovými partnery.
Absolventi středních odborných učilišť jsou na trhu práce velmi žádaní, díky svým odborným znalostem a dovednostem. Také jsou žádaní, protože aktuálně jich je nedostatek a někteří lidé musí čekat na vyřízení jejich poptávky třeba i rok.
Absolventi získávají úspěšným završením studia výuční list, díky kterému mohou pracovat v oboru. Najdou uplatnění ve strojírenství, elektrotechnice, stavebnictví, gastronomii a službách, zemědělství a lesnictví a v mnoha dalších oborech. 
Absolventi v oboru mohou pobírat řádové i vyšší desítky tisíc korun měsíčně. Pokud pracují jako osoba samostatně výdělečně činná mohou vydělat až 80 tisíc měsíčně. Když jsou ochotni nést odpovědnost a mít pod sebou ještě jiné řemeslníky, měsíční zisk je zdaleka větší.
Zvýšené platové ohodnocení oproti minulosti je zapříčiněno pravidelným zdražováním hodinových sazeb řemeslníků. “Meziročně jde o nárůst o 18 procent napříč všemi kategoriemi řemeslných prací” uvedl Tomáš Čech pro E15.
Střední odborná učiliště jsou nezbytná pro zásobování trhu kvalifikovanými pracovníky, kteří jsou nezbytní pro všechny průmyslové sektory.

## Statistické údaje středních učilišť
Z celkového počtu 424 tisíc žáků, kteří v loňském školním roce navštěvovali střední školy, představovali gymnazisté 31%. Dalších 44% středoškoláků také směřovalo k maturitní zkoušce, ale studovalo odborné zaměření. Odbornému střednímu vzdělávání zakončenému výučním listem se věnovalo 21% žáků středních škol. Díky tomu se ČR řadí k zemím s nejvyšším podílem odborného (negymnaziálního) vzdělání v EU. 
Ve školním roce 2019/2020 bylo celkem 979 středních škol poskytující odborné vzdělání. Tyto školy studovalo celkem 269 248  žáků. Z toho středních škol ukončený výučním listem bylo celkem 507 a žáků 89000. Od roku 2009/2010 do roku 2019/2020 ubylo celkem 27 středních škol s výučním listem (= -5%). V roce 2019-2020 navštěvovalo střední s výučním listem celkem 89000 žáků z toho 30 000 dívek (= cca 33%).
Většina středních škol s výučním listem je zřizována krajem (85%) a cca 10% jsou soukromé školy. Nejvíce středních odborných škol s výučním listem je ve Středočeském kraji, Moravskoslezském a Jihomoravském.
Studenti učebních oborů s maturitou mají tradičně problémy se složením maturitní zkoušky. V roce 2018 byla úspěšnost u maturit z matematiky 44.8% (technická učiliště: 52.7%), v didaktickém testu z ČJ 74.8% a v didaktickém testu z AJ 83.4%. 